# Hawa Djabali
Hawa Djabali, née en 1949 à Créteil, est une écrivaine, dramaturge et scénariste algérienne.

## Biographie
Elle naît à Créteil en 1949. Mais sa famille rejoint et se réinstalle en Algérie alors qu’elle est adolescente, en 1963. Sa vie est alors partagée entre Alger, étudiant au conservatoire la danse, le théâtre et le chant, et Lakhdaria. 
Elle intervient à la radio, dans un premier temps comme comédienne, lisant et interprétant des textes. Elle se marie en 1968. De 1973 à 1979, elle travaille entre Alger et Constantine.  Elle assure, toujours à la radio, des animations d’émissions pour les enfants, puis d’émissions scientifiques, et devient enfin productrice de ses propres émissions.  Parmi ses émissions, l’une des plus connues est L'autre moitié, sur Alger Chaîne 3, consacrée à la condition des travailleuses en Algérie.  Elle  écrit  aussi des scénarios, ainsi que des articles pour la presse, dans les rubriques sociales ou culturelles, signés Assia D.,.
En 1983, elle publie un premier roman, Agave, bien accueilli en Algérie. Il est consacré à la difficulté de communication entre conjoints,. À la fin des années 1980 et début de la décennie noire, elle reçoit des menaces de mort, et se voit également retirer des émissions, sous la pression des intégristes. Elle décide de quitter l’Algérie avec ses enfants pour s’installer dans la région de Bruxelles-Capitale, plus précisément à Saint-Josse-ten-Noode. Elle y devient en 1989 coresponsable d’un Centre arabe d’art et de culture fondé un an plus tôt, tout en continuant à se consacrer à l’écriture, écriture théâtrale, romans, nouvelles, et autres.
Le centre arabe d’art et de culture publie notamment plusieurs de ses pièces de théâtre : en 1995 L’Épopée de Gilgameh (écrit en collaboration avec Aki Khedder), en 1997 Cinq mille ans de la vie d’une femme, en 1997 Le Zajel maure du désir, et en 1998 Le Huitième Voyage de Sindbad.
Elle écrit également un nouveau roman, publié en 1998, Glaise Rouge, avec comme sous-titre : Boléro pour un pays meurtri. Il est construit autour de plusieurs personnages féminins, notamment d'une jeune fille qui, dépérissant à Alger, quitte ses études et décide de vivre avec sa grand-mère à la campagne,. En 2013 paraît un nouveau roman, Noirs Jasmins.